# 庇護九世大道BRT
庇護九世大道是滿地可庇護九世大道上的一条巴士快速交通(BRT) 路線，位于Hochelaga-Maisonneuve的聖嘉芙蓮街和拉瓦勒的聖瑪爾定之間。经过四年的工程，庇護九世大道BRT上大部分車站已於2022年11月開放，剩下少量的車站則在2023年開放。 目前，439 路线为其提供服务。 
滿地可交通局(STCUM) 曾於1990年至2002年間在庇護九世大道提供快速巴士服务，但后来因為行人死亡等安全问题而被廢棄。

## 背景
巴士快速交通系统 (BRT) 透過採用巴士專線、在路口採用巴士優先燈號、准許使用所有車門登車以及使用專用車站等方式，令BRT比一般巴士具有更高的容量和可靠性。 

## 歷史

### 505 R-BUS Pie-IX

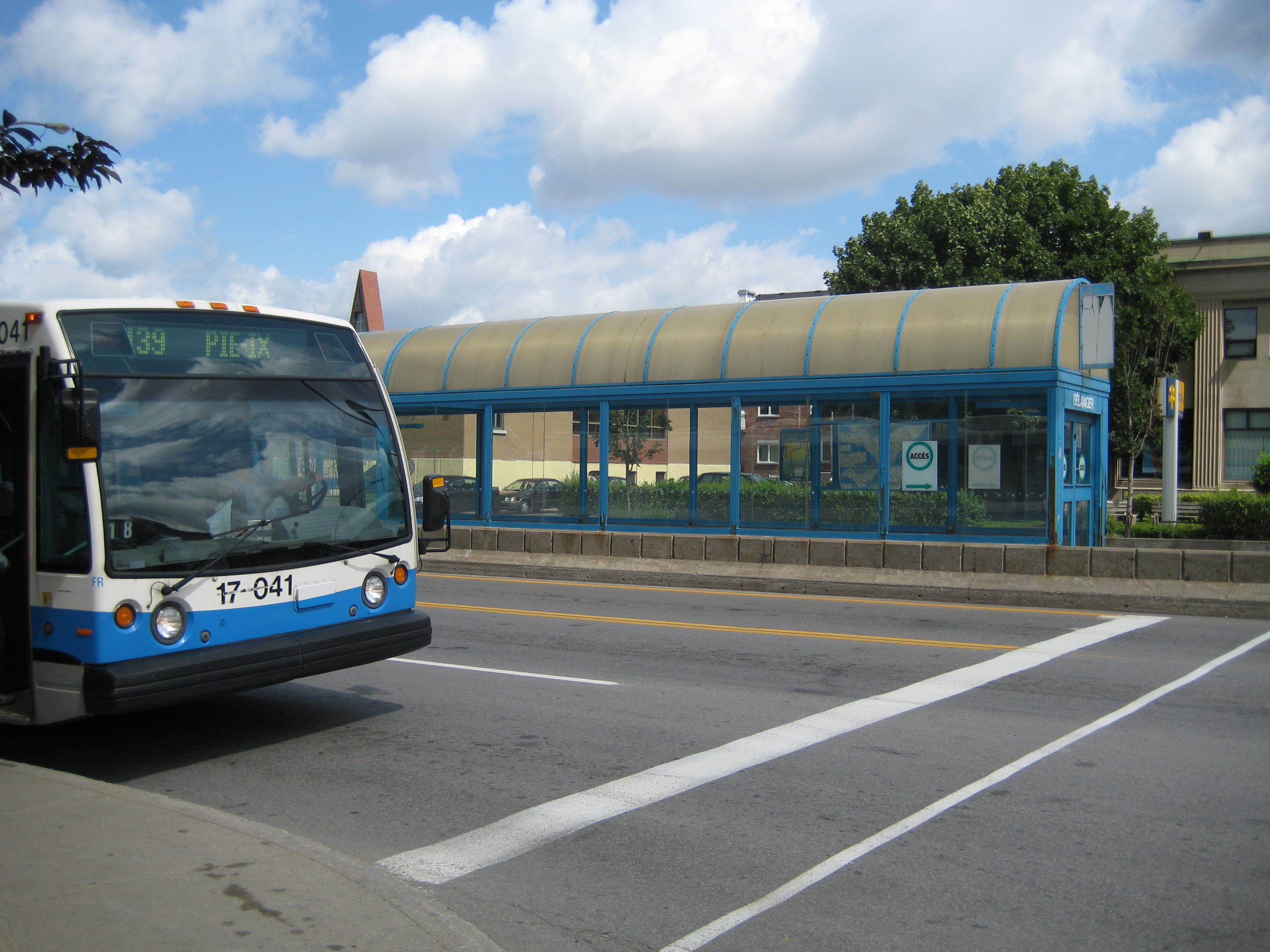
位於庇護九世大道和Bélanger街交界的舊BRT候车亭，該候車亭現已拆除

滿地可城市交通局 505 R-BUS Pie-IX （庇護九世大道特快）沿庇護九世大道行驶，在繁忙時間為139 庇護九世大道巴士線提供快車服務。該路線於1990年至2002年运营，是滿地可第一條巴士快速交通路線，亦擁有全市第一條巴士專線。該路線有十個專用車站，並在庇護九世站以一個常規巴士站作為總站。 原版庇護九世大道的獨特之處在於其車站使用帶有島式月台的逆行车道，同时還有密集的班次和優先燈號。該路線乘客量相對較高，滿地可城市交通局報告指出每日約有5,000名乘客使用該路線。 
然而，在1997至2002年間，四名行人因為巴士專線令人混淆的設計而被巴士撞斃。 在第四名行人死亡後，原有的BRT被無限期暫停服務，巴士專線亦被移到庇護九世大道的右側。 
滿地可政府原本計劃在庇護九世大道上安装安全設施和圍欄後重新營運該服務，但始終未能成事。  隨著原定計劃失敗，那些原有的BRT車站亦在2010年8月被盡數拆除。 

### 庇護九世大道BRT
2007 年，滿地可市政府在交通計劃中提議在庇護九世大道上再次營運巴士快速交通系統，从拉瓦勒的440號高速公路到Hochelaga-Maisonneuve的聖母街，然後繼續沿著聖母街和李域大道提供前往滿地可市中心的快速连接。  2009年，滿地可大都會交通局(AMT) 正式向省政府提議建設庇護九世大道BRT，要求在40號高速公路和 聖母街之间的道路中線上提供24小时频繁服务。  新的BRT方案要求在各站建造側式月台，以替代原來備受批評的島式月台及逆向行車線設計。 
儘管大都會交通局原本計劃庇護九世大道BRT會於2013 年開始營運，但該項目直到2015年才獲得省政府的批准，並暫定於2022年完工。 非但如此，被批准的工程規模也遠比原來計劃的小，工程被限制於北滿地可的沙勒羅街和位於Hochelaga-Maisonneuve的地鐵庇護九世站之間修建雙向巴士專線和15個BRT車站。

#### 工程
庇護九世大道BRT系統於2017 年移交予滿地可交通局，並於2018年11月開工。 重建工作首先從庇護九世大道下方的地下设施开始。另外，庇護九世大道BRT亦因為省政府同意重建庇護九世大橋而得以延伸至位於拉瓦勒的聖瑪爾定。該項目成本為3.94億加元。  2015 年取消的南部路段則於2019年被恢復，當時省政府宣佈庇護九世大道BRT將向南延伸至聖母街，工程將於2022年春季开始，2023 年秋季完結。 
2022年，庇護九世大道BRT分期通車的消息被公佈。大多數車站將於2022年末開放，Jean-Talon和Belanger車站則因為要興建預留連接地鐵藍線延線車站的結構而需延至2023年通車。顧拜旦站也因為工程延誤而被迫延至2023年通車，該項目成本亦增加至4.72億加元。 

## 特色

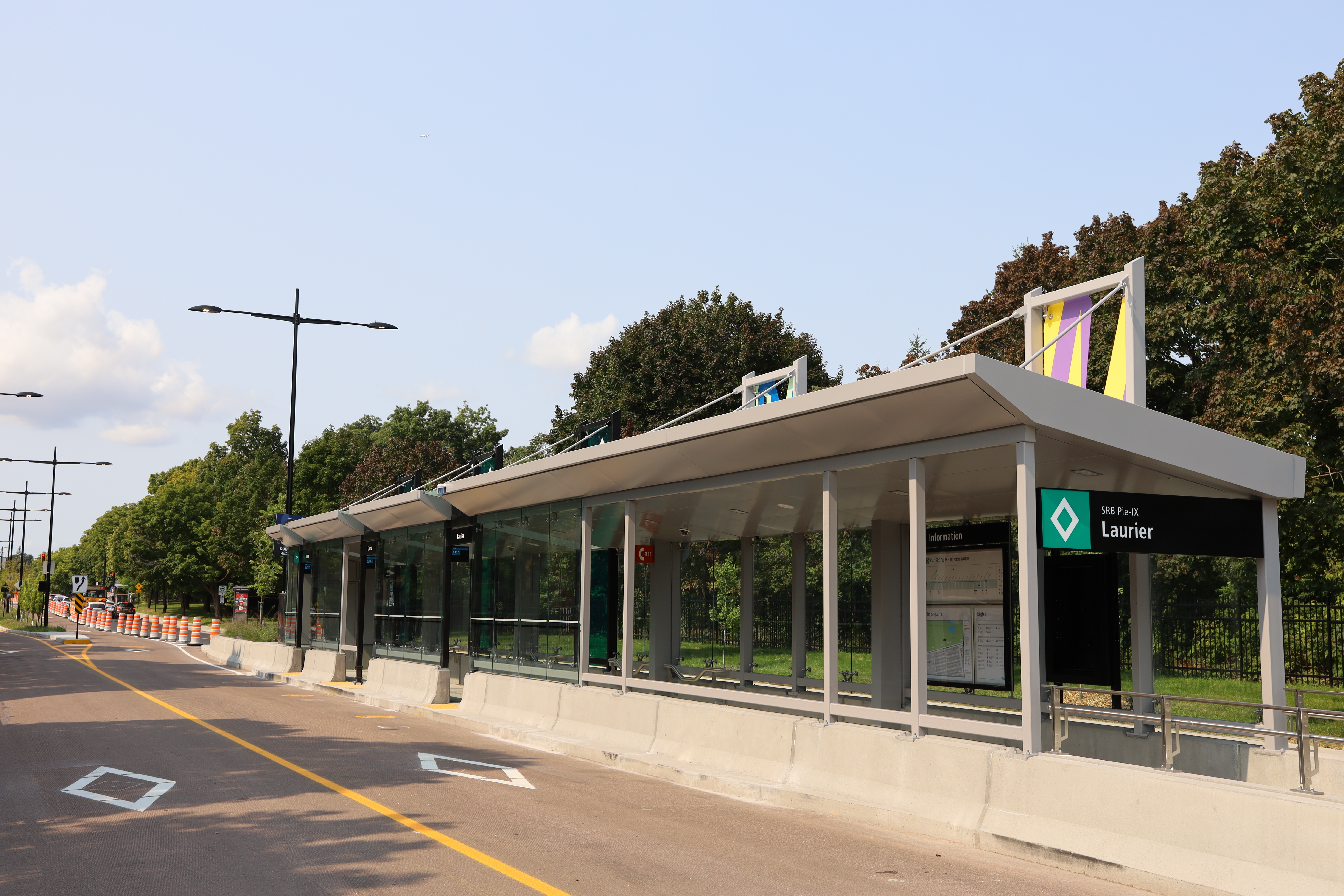
勞里埃 BRT 车站，可見巴士專線

庇護九世大道BRT包含许多典型的BRT功能，與庇護九世大道上的普通車相比，可以節省10分鐘車程。 
- 巴士優先措施 - 庇護九世大道BRT全線皆有獨立行車線，並擁有優先燈號。

- 車站建設 - 庇護九世大道BRT設有無階梯月台和專用車站，所有車站亦皆配備候車亭和班次顯示器。

- 所有门均可登车 - 與滿地可大多數只准在前門登車的巴士不同，乘客可以在BRT車輛的任何車門登車，以減少登車時間。

此外，不少水管和渠道也被更換，道路路面和行人路皆被重新鋪設，同時亦增加植樹等造景。 
| 車站                | 開放日期       | 連接                               | 社區                                 |
| ------------------- | -------------- | ---------------------------------- | ------------------------------------ |
| 聖瑪爾定            | 2022年11月7日  | ARTM: 聖瑪爾定泊車轉乘設施         | 拉瓦勒                               |
| 協和                | 2022年11月7日  |                                    | 拉瓦勒                               |
| 庇護九世橋          |                |                                    |                                      |
| Amos                | 2022年11月7日  |                                    | Montréal-Nord                        |
| De Castille         | 2022年11月7日  |                                    | Montréal-Nord                        |
| Fleury              | 2022年11月7日  |                                    | Montréal-Nord                        |
| 56街                | 2022年11月7日  | Saint-Michel–Montréal-Nord station | Montréal-Nord                        |
| 47街                | 2022年11月7日  |                                    | Villeray–Saint-Michel–Parc-Extension |
| 39街                | 2022年11月7日  |                                    | Villeray–Saint-Michel–Parc-Extension |
| Robert              | 2022年11月7日  |                                    | Villeray–Saint-Michel–Parc-Extension |
| Jarry               | 2022年11月7日  |                                    | Villeray–Saint-Michel–Parc-Extension |
| Quebec Autoroute 40 |                |                                    |                                      |
| Jean-Talon          | 2023年12月18日 | 滿地可地鐵: 未來延線車站           | Villeray–Saint-Michel–Parc-Extension |
| Bélanger            | 2023年12月18日 |                                    | Villeray–Saint-Michel–Parc-Extension |
|                     | 2023年12月18日 | Rosemont–La Petite-Patrie          |                                      |
| Beaubien            | 2022年11月7日  |                                    |                                      |
| 玫瑰山              | 2022年11月7日  |                                    |                                      |
| 勞里埃              | 2022年11月7日  |                                    |                                      |
| 皇家山              | 2022年11月7日  |                                    |                                      |
| 顧拜旦              | 2023           | 滿地可地鐵: 庇護九世站             | Hochelaga-Maisonneuve                |
| 魯昂                | 2023年秋天     |                                    | Hochelaga-Maisonneuve                |
| 安大略              | 2023年秋天     |                                    | Hochelaga-Maisonneuve                |
| 聖嘉芙蓮街          | 2023年秋天     |                                    | Hochelaga-Maisonneuve                |

## 未來計劃

### 庇護九世大道輕鐵
在該市的歷史上，為庇護九世大道路線提供鐵路服務的計劃經常被提出。雖然庇護九世大道上曾經有電車行駛，但該服務於20世紀中葉已被巴士所取代。後來，作為滿地可地鐵規劃的一部分，白線就是位於該大道地下，但該線最後並未被建造。
在滿地可2007年交通計劃中，庇護九世大道被確定為潛在發展輕鐵的路線。 針對將庇護九世大道BRT項目轉換為輕鐵的呼聲，大都會交通局發言人在2018年表示該项目進展過快，在那時考慮使用其他交通工具早已是為時已晚。 

### BRT 扩建
提出庇護九世大道BRT方案的2007年交通計劃還要求於2018年前沿布安利大道 (Henri Bourassa Boulevard)興建一條長五公里的BRT路線，預計造價2500萬加元。 然而，該項目並無進展。